# Újpalota (Románia)
Újpalota, románul Palota, németül: Neu Palota, falu Romániában, Bihar megyében.

## Fekvése
Az Alföldön, Bihar megyében, Nagyváradtól légvonalban 8 km-re nyugatra,  a magyar-román határtól 5 km-re, Biharszentandrás és Köröstarján között fekvő település.

## Nevének eredete
Nevét egy hajdan itt állt palotáról vagy kisebb várról vette, melyet a környék lakosai csak „László palotája” néven említettek, és a hagyomány szerint Szent László király egykori vadászkastélya volt.

## Története
Palota a kezdetektől királyi birtokként volt említve.
A török idők alatt Szinán pasa pusztította el, utána Palota és környéke is sokáig néptelenül állt.
1765 táján, Mária Terézia és később 1784 és 1786 között II. József idejében népesedett újra elzászi és bajor német telepesekkel.
Borovszky Samu azt írta a településről, hogy „a vármegye egyetlen olyan német községe volt, melynek lakosai magyarul beszéltek.”
A település ekkor 2-részből: Új- és Ópalotából állt.
1819-ben gróf Frimont János lett birtokosa.
A 19. század végén pedig Nagylónyai és Vásárosnaményi Lónyai Andor özvegyének volt itt birtoka.
A 20. század elején birtokosa Lukács Antal főrendházi tag volt.
Petri Mór a 19. század végén írta a településről: „Új-Palota 62 házból 470 lélekből álló település Bihar vármegye Nagyszalontai járásában, a Hájói Püspök fürdőtől eredő Pecze folyók mellett délre”.
A trianoni békeszerződésig Bihar vármegye Központi járásához tartozott.
Egyike azon kevés erdélyi településnek, amelyek a 20. század folyamán is megmaradtak német többségűnek. 2002-es népszámláláskor 566 lakosa közül 286 fő (50,5%) német, 144 (25,4%) magyar, 130 (23,0%) román, 4 (0,7%) szlovák és 2 (0,4%) pedig ismeretlen nemzetiségű volt.

## Nevezetességek
- Római katolikus temploma 1825 és 1829 között épült. A környék legszebb templomának tartják.